# 観光週間
観光週間（かんこうしゅうかん）とは、日本で国土交通省によって指定された週間。国民への観光の呼びかけと観光客の増加を目的としたものである。

## 沿革
1965年に第1回を実施、以来、毎年8月1日から8月7日まで実施。観光庁発足で目的を果たしたと見做され、2008年を最後に、2009年6月に廃止された。

## 報告義務
参加業者（交通事業者や観光事業者は義務的に参加する）は下記の手順で参加しなければならない。参加は義務ではないが、増収と集客のため「自主的に」参加する所もある。
1. 国土交通省から依頼文が来る。（7月ごろ）
2. その指示にもとづき、スローガンを掲出。たとえば、鉄道会社であれば駅に「観光週間中」等のポスター・張り紙をする。（駅などで旅客に対して啓蒙放送をすることもある。）ポスターには観光を呼びかける文言が入る。鉄道会社で自発的に張り紙をつくることもあるが、その中には国土交通省で指定した文言を入れる。
3. 観光週間が終わったら、実施した内容を国土交通省（実際は自社の属する地方運輸局）に指定された締切日までに提出する。